# August Eighteen (Clara-album)
August Eighteen er titlen på den danske sanger og sangskriver Claras debutablum. Det udkom 24. august 2018 hos Sony Music.
Tekster og musik skrev og komponerede Clara overvejende selv, mens albummet blev produceret af David 'Dehiro' Mørup og Jeppe Pilgaard, der begge også medvirker som musikere på de fleste numre.

## Spor
1. "Slippin'" (3:27)
2. "Liar" (2:58)
3. "Good To You" (3:26)
4. "Foolish" (3:07)
5. "Suffocating" (3:46)
6. "Unsaid" (3:37)
7. "What They Say" (3:04)
8. "Forgive Me" (3:27)
9. "Stop Pretending" (2:16)